# أولغا إيفانوفا
أولغا إيفانوفا (بالروسية: Ольга Эриковна Иванова)‏ هي لاعبة تايكوندو روسية، ولدت في 23 مارس 1993 في فيرخونيورالسك في روسيا.

## وصلات خارجية
- الموقع الرسمي
- أولغا إيفانوفا على موقع TaekwondoData.com (الإنجليزية)
- أولغا إيفانوفا على موقع أوليمبيديا (الإنجليزية)